# Agrilinus ritsukoae
Agrilinus ritsukoae är en skalbaggsart som beskrevs av Kawai 2004. Agrilinus ritsukoae ingår i släktet Agrilinus och familjen Aphodiidae. Inga underarter finns listade i Catalogue of Life.